# Église du chapitre de Saint-Paul-de-Fenouillet
L'église du chapitre de Saint-Paul-de-Fenouillet est une ancienne église de style gothique méridional située à Saint-Paul-de-Fenouillet, dans le département français des Pyrénées-Orientales et la région Occitanie.
Le bâtiment abrite un musée consacré aux arts, aux traditions populaires, à l'archéologie, à la numismatique et aux minéraux.

## Historique
L'abbaye de Saint-Paul existe au moins depuis 961. Elle est donnée à l'abbaye de Cuxa en 1000. En 1017 elle fait partie des sièges envisagés par le comte Bernard Taillefer pour l'évêché de Besalú. Elle est érigée en collégiale par le pape Jean XXII et le chapitre est fondé en 1317. Un nouvel édifice est donc construit au XIVe siècle. La décoration intérieure est largement refaite au XVIIe siècle. Vendue comme bien national après la Révolution, plusieurs de ses parties sont morcelées et les cours et le cloître transformés en jardins ou rebâtis. L'église est désormais propriété de la commune. Au XIXe siècle, un mur est encore ajouté pour séparer le chœur de la nef et différents volumes ainsi que les chapelles latérales sont modifiés afin de constituer des logements.
L'église fait l'objet d'un classement au titre des monuments historiques depuis le 25 septembre 1989.

## Architecture
L'église est constituée d'une nef unique avec des chapelles latérales et un chœur pentagonal. Un riche décor intérieur de gypseries a été ajouté au XVIIe siècle.